# Max Häfner
Max Häfner (* 13. Mai 1996 in Schwäbisch Gmünd) ist ein deutscher Handballspieler, der aktuell beim TVB Stuttgart unter Vertrag steht.

## Karriere
Mit 17 Jahren wechselte Häfner von seinem Heimatverein TSB Schwäbisch Gmünd zu Frisch Auf Göppingen in die A-Jugend-Bundesliga. Von Göppingen kehrte er zum TSB Schwäbisch Gmünd zurück. Mit dem TSB stieg Häfner in die Oberliga Baden-Württemberg auf. Zur Saison 2017/18 wechselte er aus der vierten Liga zum Erstligisten TVB 1898 Stuttgart. Sein Pflichtspieldebüt für den TVB erfolgte am 19. August 2017 in der ersten Runde des DHB-Pokals gegen den HSV Bad Blankenburg. In der Bundesliga bestritt Häfner sein erstes Spiel am 24. August 2017 gegen die MT Melsungen. 2018 musste er nach einem Bänderriss und zwei Bandscheiben-Operationen ein halbes Jahr pausieren. Im Februar 2024 zog er sich einen Kreuzbandriss zu. Im Dezember 2024 gab er sein Comeback nach der Verletzung.
Häfner spielte zu Beginn seiner Aktiven-Karriere meist auf der Position eines linken Außenspielers, konnte aber auch im Rückraum eingesetzt werden. Nachdem Michael Kraus im Februar 2019 kurzfristig den TVB verlassen hatte, übernahm Häfner endgültig die Spielmacher-Position im zentralen Rückraum.

## Privates
Häfner hat auf einem Wirtschaftsgymnasium das Abitur gemacht. An der Pädagogischen Hochschule Schwäbisch Gmünd studiert er Mathematik und Sport auf Lehramt.
Die beiden älteren Brüder von Max Häfner sind bzw. waren ebenfalls als Handballspieler aktiv: Kai Häfner – der älteste – spielte in der deutschen Nationalmannschaft und ist seit der Saison 2023/24 ebenfalls beim TVB Stuttgart aktiv, Jan Häfner war beim Oberligisten TSB Schwäbisch Gmünd in der vierten Liga aktiv. Dort hat früher auch der Vater gespielt und seine drei Söhne trainiert.